# جائزة اليابان الكبرى للدراجات النارية 1998
جائزة اليابان الكبرى للدراجات النارية 1998 هو سباق دراجات نارية أقيم بتاريخ 5 أبريل 1998 في حلبة سوزوكا. كان الجولة الأولى من أصل 14 في سباق الجائزة الكبرى للدراجات النارية موسم 1998. فاز الإيطالي ماكس بياجي بفئة 500 سي سي بينما جاء الياباني تادايوكي أوكادا في المركز الثاني وحصل على المركز الثالث الياباني نوريوكي هاجا.

## وصلات خارجية
- الموقع الرسمي